# Dombai András (labdarúgó, 1953)
Dombai András (Budapest, 1953. november 25. –) labdarúgó, kapus. Apja idősebb Dombai András és fiai legifjabb Dombai András, Dombai Viktor szintén labdarúgók.

## Pályafutása
Édesapja NB I-es labdarúgó volt. 1967-ben lett a Tatabánya igazolt játékosa. Utánpótlás játékosként ifi és U21-es válogatott volt. 1973. április 9-én a Zalaegerszegi TE ellen mutatkozott az élvonalban, ahol 2–1-es vereséget szenvedett csapata. Az 1974-1975-ös szezonban a Tatabánya első számú kapusa lett, de katonai szolgálata után csak néhány mérkőzésen szerepelhetett. 1973 és 1976 között 26 bajnoki mérkőzésen védett tatabányai színekben.
Az 1976–77-es idényben a Ferencváros csapatában szerepelt, de újabb katonáskodás miatt mindössze hat bajnoki mérkőzésen lépett pályára. Tagja volt a bronzérmes csapatnak. A szezon után vállát műteni kellett, így egy év kihagyásra kényszerült.
1978-ban tért vissza Tatabányára. Teljesítménye alapján behívták a B válogatottba. 1978 és 1990 között ismét a Tatabányai Bányász kapusa volt és 105 bajnoki mérkőzésen védett. Egy-egy bajnoki ezüst- és bronzérmet szerzett a csapattal. Utolsó élvonalbeli mérkőzésen a Rába ETO ellen 3–0-s vereséget szenvedett csapata.

## Sikerei, díjai
- Magyar bajnokság
  - 2.: 1980–81
  - 3.: 1976–77, 1981–82
- Magyar kupa (MNK)
  - döntős: 1977, 1985